# TV Integração Araxá
TV Integração Araxá/Divinópolis é uma emissora de televisão concessionada em Araxá, porém sediada em Divinópolis, ambas cidades do estado de Minas Gerais. Opera no canal 12 (30 UHF digital) e é afiliada à TV Globo. É uma das cinco emissoras da Rede Integração, sediada em Uberlândia, e atualmente cobre 66 municípios. 
Seus estúdios em Divinópolis estão localizados no Morro da Lajinha, no bairro São Luís, enquanto a geradora em Araxá mantém seus transmissores no bairro Bela Vista.

## Sinal digital
| Canal virtual | Canal digital | Resolução de tela | Programação                                          |
| ------------- | ------------- | ----------------- | ---------------------------------------------------- |
| 12.1          | 30 UHF        | 1080i             | Programação principal da TV Integração Araxá / Globo |

A emissora iniciou suas transmissões digitais em 5 de junho de 2014, através do canal 30 UHF para Araxá e áreas próximas. No mesmo dia, também entrou no ar o sinal digital da retransmissora de Divinópolis, pelo canal 31 UHF.
Transição para o sinal digital
Com base no decreto federal de transição das emissoras de TV brasileiras do sinal analógico para o digital, a TV Integração Araxá, bem como as outras emissoras de Araxá, irá cessar suas transmissões pelo canal 12 VHF em 31 de dezembro de 2023, seguindo o cronograma oficial da ANATEL.

## Programas
Além de retransmitir a programação nacional da Globo, atualmente a TV Integração Araxá/ Divinópolis produz e exibe os seguintes programas:
Retransmitidos da TV Integração Divinópolis:
- MG1: Telejornal, com Ana Tereza Arruda;

Retransmitidos da TV Integração Uberaba
- IN (Integração Notícia): Telejornal matutino exibido após o Bom Dia Minas.
- MG2: Telejornal regional exibido de Uberaba.

Retransmitidos da TV Integração Uberlândia
- Tô Indo: Programa de variedades, com Mário Freitas;
- Cê Viu?: Programa de variedades, com Cecília Ribeiro;
- MG Rural: Jornalístico sobre agronegócio, com Márcio Santos (gerado pela TV Integração Juiz de Fora);

Retransmitidos da TV Globo Minas
- Bom Dia Minas: Telejornal, com Liliana Junger, Sérgio Marques e Carlos Eduardo Alvim;
- Globo Esporte MG: Jornalístico esportivo, com Maurício Paulucci;
- Futebol na Globo: Jogos de futebol dos times de Minas Gerais

## Retransmissoras
| Cidade             | Analógico | Digital | Cidade                 | Analógico | Digital | Cidade              | Analógico | Digital |
| ------------------ | --------- | ------- | ---------------------- | --------- | ------- | ------------------- | --------- | ------- |
| Abaeté             | 11        | -       | Arapuá                 | -         | 13 (30) | Bambuí              | 12        | -       |
| Bom Despacho       | 08        | 11 (15) | Campos Altos           | 13        | 31      | Candeias            | 11        | 30      |
| Capitólio          | -         | 13 (31) | Carmo da Mata          | -         | 09 (17) | Carmópolis de Minas | -         | 15 (30) |
| Córrego Fundo      | -         | 07 (21) | Divinópolis            | 08        | 31      | Doresópolis         | -         | 11 (21) |
| Formiga            | 13        | 31      | Ibiá                   | 13        | 11 (30) | Itaúna              | -         | 54 (30) |
| Igaratinga         | -         | 02 (31) | Iguatama               | 10        | 38      | Itapecerica         | 09        | 30      |
| Lagoa da Prata     | 31        | -       | Luz                    | -         | 29 (31) | Maravilhas          | 26        | 30      |
| Martinho Campos    | 11        | 25      | Medeiros               | 10        | 30      | Moema               | -         | 11 (38) |
| Nova Serrana       | 26        | -       | Onça de Pitangui       | -         | 09 (31) | Paineiras           | -         | 04 (31) |
| Pains              | 11        | 21      | Pará de Minas          | 44        | -       | Passa Tempo         | -         | 06 (31) |
| Pedra do Indaiá    | 07        | 30      | Pedrinópolis           | -         | 03 (30) | Perdigão            | 28        | -       |
| Perdizes           | 13        | 30      | Pitangui               | 06        | 09 (21) | Piumhi              | 02        | -       |
| Pompéu             | 12        | 31      | Quartel Geral          | -         | 13 (20) | Rio Paranaíba       | -         | 06 (30) |
| Santa Vitória      | 36        | -       | Santo Antônio do Monte | 20        | 06 (31) | São Gotardo         | -         | 09 (33) |
| São Roque de Minas | 41        | -       | Serra do Salitre       | -         | 31 (22) | Tapira              | -         | 04 (25) |
| Tapiraí            | -         | 05 (38) | Tiros                  | 06        | 30      | Vargem Bonita       | -         | 07 (30) |